# Cabo de São Roque
Cabo de São Roque är en udde i Brasilien.   Den ligger i kommunen Maxaranguape och delstaten Rio Grande do Norte, i den östra delen av landet, 1 800 km nordost om huvudstaden Brasília.
Terrängen inåt land är mycket platt. Havet är nära Cabo de São Roque åt nordost. Närmaste större samhälle är São Miguel, 11,8 km väster om Cabo de São Roque.
Omgivningarna runt Cabo de São Roque är en mosaik av jordbruksmark och naturlig växtlighet.